# Victoriei (cartier)
Victoriei este un cartier situat în sectorul 1 al Bucureștiului.